# Juan Jované
Juan Jované De Puy (Colón, Panamá; 24 de mayo de 1945) es un economista, profesor y político panameño. Fue director de la Caja de Seguro Social de Panamá (1999 - 2003) y fue candidato presidencial independiente en las elecciones generales de 2014.

## Primeros años
En 1970 se graduó de economía en la Universidad de Panamá y obtuvo una maestría en Ciencias Económicas en 1972 en la Universidad de Chile.
Durante la década de 1980 colaboró con el gobierno sandinista de Nicaragua siendo asesor principal del Ministerio de Planificación de Nicaragua (1980-1984) y asesor el Ministerio de Cooperación Externa de Nicaragua (1988). 
Adicionalmente fue consultor económico de la Organización Internacional del Trabajo, el Comité de Acción de Apoyo al Desarrollo Económico y Social de Centroamérica (CADESCA) y otros. Fue profesor de Economía de las Universidades de Chile y Nicaragua, y es profesor de la facultad de Economía de la Universidad de Panamá. También fue director del Instituto de Estudios Laborales del Ministerio de Trabajo y Desarrollo Laboral y luego del Instituto de Estudios Nacionales de la Universidad de Panamá.

## Director de la Caja de Seguro Social
En octubre de 1999 fue nombrado por el gobierno de Mireya Moscoso como director de la Caja de Seguro Social. Como director de la Caja, Jované mantuvo una postura contraria a la privatización y la politización de la institución, lo que le valió el apoyo de grupos populares y sindicales como la Confederación Nacional de Unidad Sindical Independiente (CONUSI), el Consejo Nacional de Trabajadores Organizados (CONATO) y el Sindicato Único de Trabajadores de la Construcción y Similares (SUNTRACS).

### Destitución del cargo
Eventualmente surgieron diferencias con la Junta Directiva del Caja de Seguro Social y luego con el propio gobierno. Desde el año 2000 se intentó destituir a Jované, aunque sin éxito. Finalmente el 10 de septiembre de 2003, Jované fue removido provisionalmente por la presidenta Moscoso a solicitud de la Junta Directiva, lo que ocasionó una serie de protestas y huelgas que paralizaron el país por parte de sindicatos de obreros y trabajadores, grupos estudiantiles y funcionarios de la Caja de Seguro Social.
La remoción de Jované fue justificada por "incapacidad manifiesta" y por varias faltas administrativas como incurrir en deficiencias en los procedimientos de compras de medicamentos, insumos y equipos, perjudicando la atención del asegurado. También se justificó que Jované había afectado las finanzas de la Caja pasando de un superávit por 200,5 millones de balboas en el año 2000 a un déficit de 22,5 millones de balboas en el primer semestre de 2003, sin tomar medidas de contención del gasto, y en cambio aumentó considerablemente el gasto de personal.
Adicionalmente se le señaló de:
- Desviar de fondos de un programa para financiar otros programas a través de una cuenta que no se encontraba dentro de la clasificación contable; no haber velado por la administración de las inversiones de la Caja;
- No aprovechar la oportunidad de venta de las acciones emitidas por la Cervecería Nacional S.A.;
- Instruir por más de dos años al Banco Nacional de Panamá la renovación de depósitos a plazos fijos en períodos cortos de bajo rendimiento y con intereses del mercado de eurodólares, en vez de intereses que rijan en el mercado financiero local;
- Permitir atrasos de más de un año en la corrección de resoluciones de la Junta Directiva en los procesos de compra;
- Contratar servicios externos por más de 15 meses de un equipo de litotricia;
- Suscribir un contrato para la compra de oxígeno, contraviniendo los pliegos de cargos y la resolución de Junta Directiva.

No obstante, los grupos que apoyaron a Jované resaltaron que uno de los motivos de la remoción era por su constante negativa a la privatización de la Caja. La presidenta Moscoso acusó en ese entonces a Jované, junto con los manifestantes, de desestabilizar el país; y a pesar de las protestas, el 23 de octubre, Moscoso lo removió de manera definitiva, siendo sustituido por Rolando Villalaz.

### Involucramiento con el envenenamiento masivo con jarabe tóxico
El 21 de diciembre de 2010 la Procuraduría General le presentó cargos junto con otras 22 personas, en las pesquisas por el envenenamiento masivo de medicinas con dietilenglicol en 2006. Las diligencias de los fiscales habían determinado que Jované cuando fue director de la Caja de Seguro Social había autorizado la traída de glicerina contaminada, y estaba al tanto de la situación del laboratorio de producción de medicamentos, por lo que tenía un grado de responsabilidad en las muertes por el consumo de medicamentos contaminados con dietilenglicol, tóxico que mató oficialmente a más de 280 personas (y una cantidad no determinada de afectados).
En 2011 se consideró llamar a juicio a Jované y a René Luciani, también exdirector de la Caja, pero fueron sobreseídos posteriormente.

## Candidatura independiente

### Elecciones de 2009
Jované intentó en 2008 propulsar una candidatura independiente a la presidencia de la República en las elecciones de 2009, que hasta ese entonces era el único cargo al que no podían aspirar panameños no afiliados a un partido político. Con firmas de sindicalistas, grupos estudiantiles y sectores de la izquierda panameña apoyaron su candidatura, sin embargo, el 22 de diciembre de 2008 el Tribunal Electoral en una decisión dividida rechazó la candidatura de Jované. La decisión del Tribunal Electoral fue apelada ante la Corte Suprema de Justicia, que declaró inconstitucional el artículo del Código Electoral que impedía la postulación de candidatos independientes a la presidencia. A pesar de la decisión de la Corte Suprema de Justicia, Jované no pudo participar en la elección porque el dictamen fue dado el 30 de abril de 2009, tres días antes de la jornada electoral.

### Elecciones de 2014
En 2013 Jované nuevamente anuncia sus aspiraciones independientes para alcanzar la presidencia de la República en las elecciones de 2014, y luego de las reformas al Código Electoral donde permitiría la participación de hasta tres candidatos independientes, Jované es apoyado por el frente Movimiento Independiente de Refundación Nacional (MIREN), de ideología de izquierda y recolectó firmas para su acreditación. Sin embargo, el 10 de enero de 2014, el Tribunal Electoral determinó que tres aspirantes (Gerardo Solís, Esteban Rodríguez y Gerardo Barroso) obtuvieron mayor cantidad de firmas que Jované y se frenó la candidatura.
La situación cambió días después cuando Gerardo Solís aceptó la postulación como vicepresidente de la fórmula de Juan Carlos Navarro, del Partido Revolucionario Democrático y renunció a su candidatura presidencial independiente, dejando una situación legal donde Jované reclamó la casilla vacante de Solís. El 25 de enero, el Tribunal Electoral aceptó la demanda de Jované y se convirtió en el tercer candidato independiente para las elecciones presidenciales.
Jované se centró en una austera campaña, enfocada en la reforma del sistema capitalista con fuerte sentido nacionalista. También propuso la creación de una constituyente originaria, y se mostró favorable a temas relacionados con la unión de personas del mismo sexo y el derecho al aborto.
En las elecciones presidenciales del 4 de mayo, Jované quedó en la quinta posición al obtener 10.805 votos (un 0,6% del total).

## Obras publicadas
- Balance de pagos y ajuste
- Canal: desafío para los panameños
- La economía panameña 1970-1988
- Evolución, crisis y alternativas
- Cinco tesis sobre las bases norteamericanas en Panamá